# Cena para dos
Cena para dos es una obra de teatro, de Santiago Moncada, estrenada en 1991.

## Argumento
Berta es una mujer liberada, que decide convocar a dos amigos suyos, ambos maduros y viudos a una cena romántica en la que tendrán oportunidad de volver a encontrar el amor y la felicidad. Ella es Emi, viuda desde hacía quince años y que acaba de descubrir que su marido le había sido infiel, lo que le desata ansias de venganza en forma de aventuras. Él es Pedro que, sin embargo, cercana la ochentena, teme no estar a la altura de los deseos de la mujer.

## Representaciones destacadas
- Teatro Reina Victoria, Madrid, 12 de septiembre de 1991. Estreno. La obra se mantuvo más de dos años en cartel.
  - Dirección: Ángel García Moreno
  - Escenografía: Ángel Arranz
  - Intérpretes: Irene Gutiérrez Caba - sustituida desde 1993 por María Fernanda D'Ocón -(Emi), José Luis López Vázquez - sustituido desde 1993 por Manolo Codeso - (Pedro), Lía Uyá (Berta).

- Teatro Muñoz Seca. Madrid, 2003.
  - Dirección: Víctor Conde
  - Intérpretes: Carmen de la Maza  (Emi), José Luis López Vázquez (Pedro), Rosa Valenty (Berta).